# Судаки
Судаки́ (лат. Sander) — род лучепёрых рыб из семейства окуневых (Percidae). В водах России два вида: обыкновенный судак и волжский судак (берш). На Дону и на побережье Азовского моря распространено местное название судака — сула́. От названия рыбы происходит ряд географических названий и фамилий — см. Саунагс (Латвия), Цандер.

## Виды
- Светлопёрый, или жёлтый, судак[1] (Sander vitreus)
- Обыкновенный судак[1] (Sander lucioperca)
- Канадский, или песчаный, судак[1] (Sander canadensis)
- Морской судак[1] (Sander marinus)
- Волжский судак, или берш[2][1] (Sander volgensis)